# Reinhard Opitz
Reinhard Opitz (* 2. Juli 1934 in Beuthen; † 3. April 1986 in Köln) war ein deutscher Publizist und Politikwissenschaftler. Er engagierte sich bereits als Student politisch, wurde 1958 Redakteur der Zeitschrift Konkret und gehörte neben Klaus Rainer Röhl und Ulrike Meinhof zum Kern der sogenannten „Konkret-Gruppe“ im Sozialistischen Deutschen Studentenbund. Ab 1960 engagierte er sich in der Deutschen Friedens-Union und arbeitete ab 1965 für den Pahl-Rugenstein Verlag. Opitz versuchte wissenschaftliche Publikationstätigkeit mit seiner Verlagstätigkeit zu vereinbaren. Er promovierte 1973, war Mitherausgeber der Blätter für deutsche und internationale Politik und ständiger Mitarbeiter der Zeitschrift Das Argument. Als freier Publizist nahm er in den 1980er-Jahren gelegentlich Lehraufträge wahr und gab ab 1984 Kurse an der Kölner Schule – Institut für Publizistik. In seinem wissenschaftlichen Werk untersuchte er Sozialliberalismus, Imperialismus und Faschismus als Herrschaftsformen des Monopolkapitalismus.

## Leben
Reinhard Opitz besuchte in Halle (Saale) und Leipzig ein humanistisches Gymnasium. 1951 verließ er mit seiner Familie die DDR. Er studierte zunächst Germanistik und Philosophie an der Freien Universität Berlin und wechselte 1955 nach Tübingen. Dort trat er dem Sozialistischen Deutschen Studentenbund (SDS) bei. Opitz gründete 1956 in Tübingen eine Studentische Aktion gegen die Wiederbewaffnung und erhielt aufgrund eines Flugblattes dieser Vereinigung eine universitäre Disziplinarstrafe. Er wechselte 1956 zurück an die Freie Universität. Dort engagierte er sich in der Redaktion des Studenten-Kurier aus dem 1957 die Zeitschrift Konkret entstand. Opitz wurde deren Westberliner Redakteur und schloss Freundschaft mit Ulrike Meinhof. Beide waren Mitglieder der KPD und gehörten zur sogenannten „Konkret-Gruppe“, die Einfluss auf die Anti-Atom-Bewegung, den SDS und den Verband Deutscher Studentenschaften nahm. 1959 wurde die „Konkret-Gruppe“ aus dem SDS ausgeschlossen.
Opitz, der seit Juli 1958 in Hamburg lebte und sich für die kommunistische Bewegung und die Deutschlandpolitik der DDR engagierte, richtete seine Aktivitäten wohl auf Anweisung der verbotenen KPD auf die Deutsche Friedens-Union (DFU). Er gehörte 1960 dem ersten Bundesvorstand an. In Köln war er von 1960 bis 1965 als Pressereferent der DFU tätig. Innerhalb der DFU bemühte er sich um die Zusammenarbeit mit den bürgerlich-demokratischen Kräften um den Bund der Deutschen (BdD) bzw. die Gesamtdeutsche Volkspartei und die Deutsche Volkszeitung. Er gehört zu den Gründern des Bundes demokratischer Wissenschaftlerinnen und Wissenschaftler (BdWi), wurde 1972 Mitherausgeber der Blätter für deutsche und internationale Politik und ständiger Mitarbeiter der Zeitschrift Das Argument. Später war er auch Mitglied der Deutschen Friedensgesellschaft – Vereinigte KriegsgegnerInnen (DFG-VK) und arbeitete im Arbeitskreis „Neofaschismus“ der Vereinigung der Verfolgten des Naziregimes – Bund der Antifaschistinnen und Antifaschisten (VVN/BdA) mit.
Aus der Bundesgeschäftsstelle der DFU war Opitz 1965 zum Pahl-Rugenstein Verlag (PRV) delegiert worden, für den er zunächst als freiberuflicher Lektor und von 1972 bis 1979 als fester Verlagsmitarbeiter arbeitete. Aufgrund von Konflikten und politischen Differenzen wurde Opitz zurück zur DFU delegiert, die ihn bis 1982 beschäftigte. Opitz wurde 1973 als „Externer“ am Fachbereich Gesellschaftswissenschaften (FB 03) der Universität Marburg (Gutachter Hans Heinz Holz) mit einer politikhistorischen Studie über den deutschen Sozialliberalismus während der Weimarer Republik zum Dr. phil. promoviert. Versuche, ihn in Marburg oder Bremen auf einen Lehrstuhl zu berufen, scheiterten Ende der 1970er-Jahre. Opitz nahm Lehraufträge an Universitäten wahr und lehrte von 1984 bis zu seinem Tod in den Fachbereichen Politik, Geschichte und Gesellschaftslehre der Kölner Schule – Institut für Publizistik. Trotzdem war er auf finanzielle Unterstützung von Freunden angewiesen, um als freier Publizist tätig sein zu können.

## Werk
Opitz machte sich zunächst einen Namen als Kritiker der von Bundeskanzler Ludwig Erhard 1965 entwickelten Konzeption einer „Formierten Gesellschaft“, in der er eine autoritäre Verschwörung des „CDU-Staates“ mit der Wirtschaft sah. Fortan untersuchte er Probleme des Monopolkapitalismus, insbesondere die Frage, auf welche Weise sich der Kapitalismus eine politische Massenbasis schaffe, um seine Herrschaft aufrechtzuerhalten. Er interpretierte den Sozialliberalismus als spezifisch-politische Grundrichtung des Monopolkapitalismus und untersuchte den Faschismus als Herrschaftsform des Staatsmonopolkapitalismus. Gleichzeitig beschäftigte er sich mit Strategiefragen zur Entwicklung oppositioneller Alternativen. Mit der Dokumentensammlung Europastrategien des deutschen Kapitals 1900–1945 setzte er sich 1977 mit den Expansionskonzepten des Imperialismus auseinander. In seiner letzten, unvollendeten Arbeit im Auftrag des NDR befasste er sich mit dem „Röhm-Putsch“. In Anlehnung an die von Kurt Gossweiler entwickelte Monopolgruppentheorie wollte Opitz zeigen, dass hier zwei Fraktionen des Monopolkapitals einen Machtkampf ausgetragen hätten. Sein Werk war umstritten, und Opitz brach Anfang der 1980er-Jahre mit der Zeitschrift Das Argument, deren politisch-wissenschaftlichen Kurs er scharf kritisierte.
Axel Schildt sieht in Opitz sowohl einen „politisch einflussreiche[n] Funktionär in kommunistischen Vorfeldorganisationen“ als auch den „wichtigste[n] Propagandist der auf der Dimitroff-Formel basierenden kommunistischen Faschismustheorie in der Bundesrepublik.“ Er habe gegenüber Kritikern der marxistisch-leninistischen Orthodoxie wie Arno Klönne, aber implizit auch Reinhard Kühnl, einen weiten Faschismusbegriff vertreten, der Regime mit und ohne Massenbasis auch in der Gegenwart vereint habe. Renegatische Unpersonen der kommunistischen Bewegung wie August Thalheimer oder Leo Trotzki habe er in seinem Buch Faschismus und Neofaschismus (1984) nicht einmal erwähnt. Schildt schlussfolgert, Opitz sei „eher von politischer Loyalität als von wissenschaftlicher Professionalität bestimmt“ gewesen. Joachim Hösler widersprach, Opitz’ „zugespitzte Definition des Faschismus an der Macht“ möge man kritisieren, wenn man ideologische und andere Motive stärker gewichte. Opitz als Wissenschaftler zu kritisieren, sei jedoch fachlich falsch. Seine Forschungsergebnisse seien aktuell und brisant.

## Publikationen/Vorträge
- Der große Plan der CDU: Die „Formierte Gesellschaft“. In: Blätter für deutsche und internationale Politik, Ausgabe 9/1965, S. 750–777 (Digitalisat); Sonderdruck „Argumente zur Zeit“ 17, 5. Auflage.
- Elf Feststellungen zur Formierten Gesellschaft. In: Blätter für deutsche und internationale Politik, Ausgabe 3/1966, S. 190–197 (Digitalisat).
- Grundfragen oppositioneller Alternative und Strategie, in: „Alternativen der Opposition“, hrsg. von Friedrich Hitzer und Reinhard Opitz, Pahl-Rugenstein, Köln 1969, S. 395–406.
- Thesen über den Faschismusbegriff, in: „Neofaschismus in der BRD. Analysen - Argumente - Dokumentationen“, Röderberg, Frankfurt am Main 1971, S. 25–28.
- Über das Wesen des Faschismus und über seine mögliche Verhinderung. Vortrag von 1971, zusammengestellt von P.C. Walther (Link).
- Wie bekämpft man den Faschismus? In: „Faschismus. Entstehung und Verhinderung. Materialien zur Faschismus-Diskussion“, Röderberg, Frankfurt am Main 1972, S. 46–64
- Der deutsche Sozialliberalismus 1917–1933, Pahl-Rugenstein, Köln 1973
- Fragen der Faschismusdiskussion. Zu Reinhard Kühnls Bestimmung des Faschismusbegriffs, In: Das Argument, H 58, 1970, S. 280–292 (Link)
- Über die Entstehung und Verhinderung von Faschismus, in: „Das Argument“, H. 87, 1974, S. 543–603 (Link)
- Über vermeidbare Irrtümer. Zum Themenschwerpunkt .Faschismus und Ideologie, in Argument 117, In: Das Argument, H. 121, 1980, S. 357–377 (Link)
- (Mitautor): Antifaschistische Politik heute. Faschismus und Militarismus/Erfahrungen und Lehren, in: „Antifaschistische Politik heute […]“, Röderberg, Frankfurt am Main 1975
- (Hrsg.) Europastrategien des deutschen Kapitals 1900–1945, Pahl-Rugenstein, Köln 1977
- Zur Entwicklungsgeschichte der Totalitarismustheorie, in: Frank Deppe u. a., „Marxismus und Arbeiterbewegung. Josef Schleifstein zum 65. Geburtstag“, Verlag Marxistische Blätter, Frankfurt am Main 1980, S. 106–122
- Die Faschismus-Definition Dimitroffs und ihre Bedeutung für die aktuelle Faschismus-Diskussion, in: „Reden und Beiträge. Internationales Kolloquium der Marx-Engels-Stiftung […] aus Anlaß des 100. Geburtstages Georgi Dimitroffs“, Verlag Marxistische Blätter, Frankfurt am Main 1982, S. 116–125
- Faschismus und Neofaschismus, Verlag Marxistische Blätter, Frankfurt am Main 1984 + Akademie-Verlag, [Ost-]Berlin 1984
- Faschismus und Neofaschismus, 2 Bde., 1: Der deutsche Faschismus bis 1945, 2: Neofaschismus in der Bundesrepublik, Pahl-Rugenstein, Köln 1988
- Juden raus – Türken raus – Demokratie raus. Zur Geschichte und Aktualität reaktionärer und faschistischer Strategien, [Dokument] in: „1999 – Zeitschrift für Sozialgeschichte des 20. und 21. Jahrhunderts“, Jg. 1, 1989, S. 84–100
- Bitburg 1985 und der 8. Mai 1945, in: „Z - Zeitschrift Marxistische Erneuerung“, H. 122, 1995, S. 9–18
- Ilina Fach/Rainer Rilling (Hrsg.): Liberalismus – Faschismus – Integration, 3 Bde., I: Liberalismus*Integration, II: Faschismus, III: Die ´Röhm-Affäre, BdWi-Verlag, Marburg [Dezember] 1999

## Über Reinhard Opitz
„[…] Marxistischer Politikwissenschaftler, Faschismustheoretiker, politischer Polemiker und Musik- und Kunstliebhaber mit enzyklopädischen Interessen. Für die Stationen seines politischen Lebens standen […] VVN, konkret, SDS, DFU oder BdWi. Er publizierte in Zeitschriften und Verlagen wie Röderberg und Pahl-Rugenstein, im Argument, dem Forum Wissenschaft, der DVZ/die tat, den Marxistischen Blättern und den Blättern für deutsche und internationale Politik, deren langjähriger Herausgeber er war […] Einer der bedeutendsten marxistischen Publizisten der Bundesrepublik und vielleicht der scharfsinnigste Faschismustheoretiker der deutschen Linken.“

„Arbeitslos, ausserhalb der etablierten Wissenschaftsinstitutionen und in tradierten politischen Apparaten der bundesdeutschen Linken marginalisiert, arbeitete Opitz bis zu seinem Tod […] in seiner Kölner Wohnung bis zuletzt wissenschaftlich weiter, insbesondere an seinem 1984 erschienenen Buch zum „Neofaschismus“, das als sein Hauptwerk gelten kann.“

„Vermissen werden wir seine nicht enden wollenden Sätze, die ständige Spannung, ob er nicht doch noch seine wildbewegte Brille in hohem Bogen in die Zuhörerschaft schleudert, die Freude über seine wache, an allem interessierte Art des radikalen Denkens, seine unbeirrte politische Standfestigkeit. […] Dennoch hatten die Schärfe und Unerbittlichkeit seines wissenschaftlichen Denkens ihren Preis: eine selbstironisch, oft spitzbübisch aufgefangene, zuweilen geradezu ins Asoziale umkippende Skurrilität des Auftretens und Verhaltens, die sich vermittelte über die verblüffende Ernsthaftigkeit, mit der alles und jedes gründlichster intellektueller Begutachtung unterworfen wurde.“